# Peristernia tayloriana
Peristernia tayloriana is een slakkensoort uit de familie van de Fasciolariidae. De wetenschappelijke naam van de soort is voor het eerst geldig gepubliceerd in 1848 door Reeve.